# Rossel (Rüdesheim)

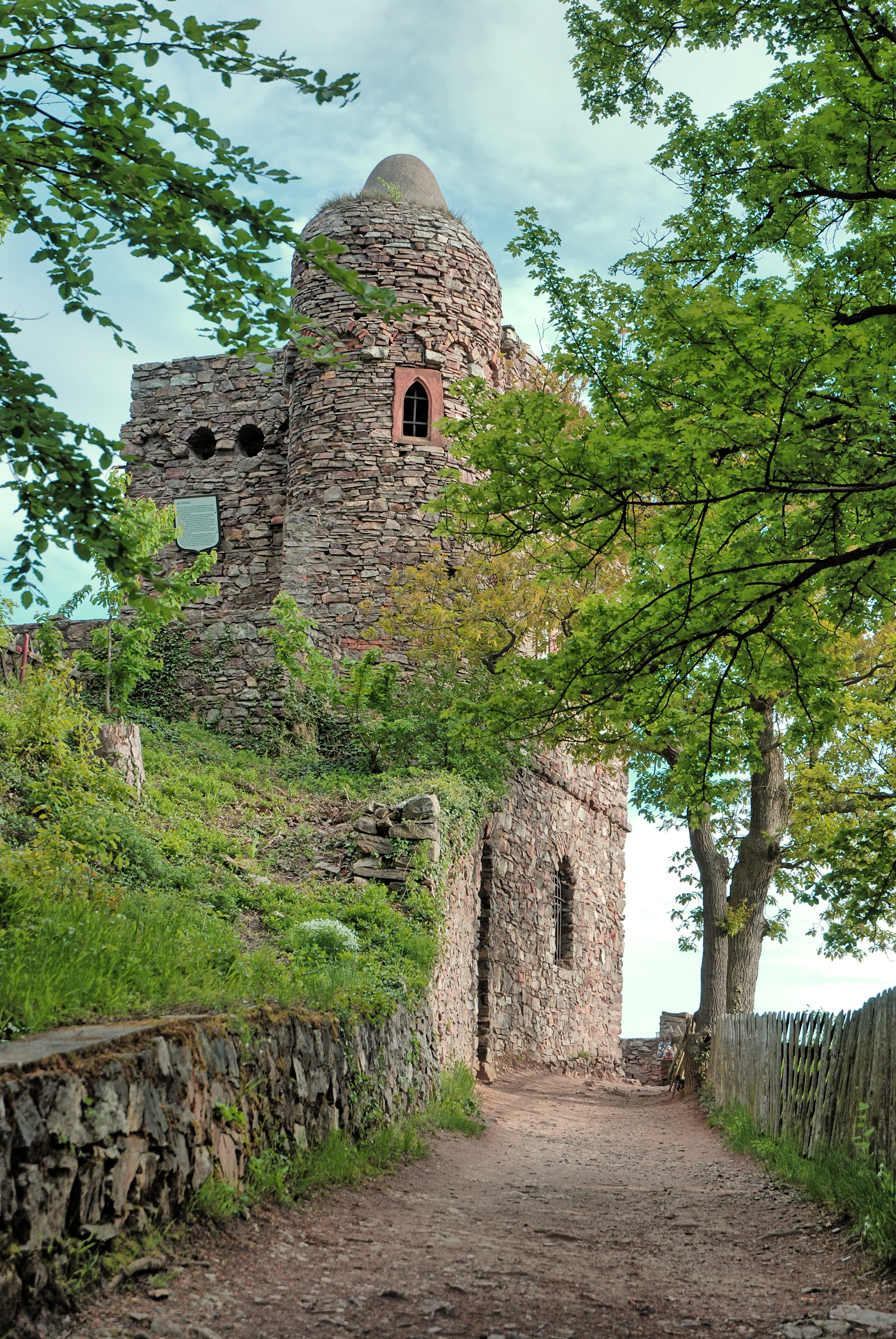
Burgruine Rossel

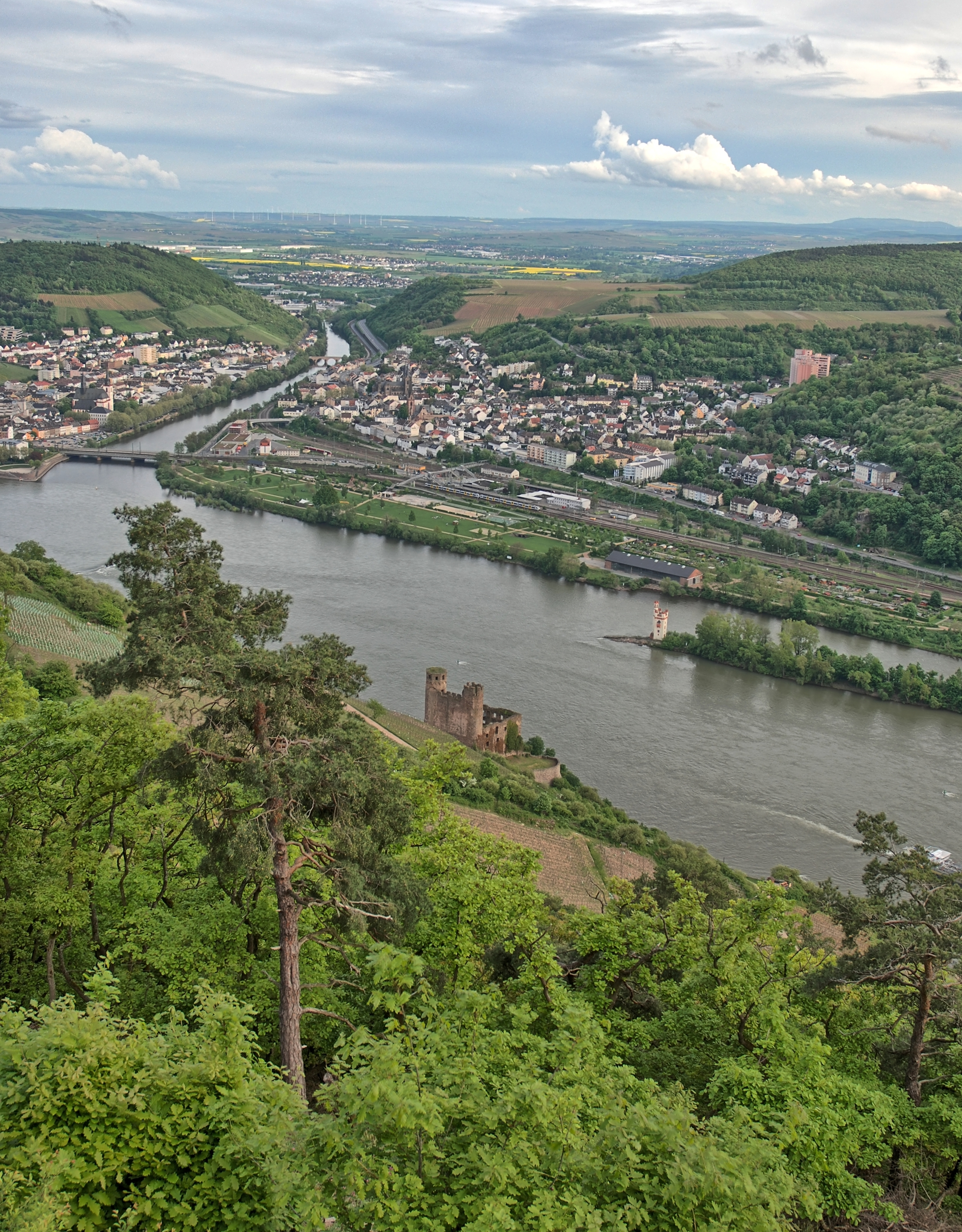
Blick von der Rossel

Die Rossel, eine  künstliche Ruine, befindet sich an der westlichen Gemarkungsgrenze von Rüdesheim am Rhein zu seinem Stadtteil Assmannshausen im hessischen Rheingau-Taunus-Kreis und ist heute ein Ausflugsziel im Landschaftspark Niederwald mit Blick auf die gegenüberliegende Mündung der Nahe in den Rhein und das Binger Loch. Zu ihren Füßen liegen etwa 400 Meter südlicher die Burgruine Ehrenfels und, auf einer kleinen vorgelagerten Rheininsel, der Binger Mäuseturm. Die Rossel ist etwa 20 Gehminuten vom Niederwalddenkmal und 10 Gehminuten vom Jagdschloss Niederwald entfernt.
Graf Johann Friedrich Karl Maximilian von Ostein ließ die künstliche Ruine ab 1774 im Zuge der Umgestaltung des Niederwalds zu einem Landschaftspark für seine Gäste erbauen, benannt wurde sie nach einer gleichnamigen Blockschutthalde aus Taunusquarzit in ihrer unmittelbaren Nähe.
Die Rossel besteht aus einem quadratischen etwa 5 Meter breitem Hauptturm mit südlich vorgelagerter kleiner Terrasse zum Rhein und mit dem nordwestlich anstehendem kleinen Treppenturm. Die aus Feldsteinen errichtete Ruine ist mit Burgenelementen verziert. 
Umgeben wird die Rossel von mehreren Aussichtspunkten, wie Naheblick (östlich) und Rittersaal (nordwestlich) und die sogenannte Zauberhöhle (nördlich), eine etwa 60 Meter lange aufgemauerte künstliche Höhle.